# Juniperus standleyi
Juniperus standleyi é uma espécie de conífera da família Cupressaceae.
Pode ser encontrada nos seguintes países: Guatemala e México.
Está ameaçada por perda de habitat.